# 5966 Tomeko
Az 5966 Tomeko (ideiglenes jelöléssel 1990 VS6) a Naprendszer kisbolygóövében található aszteroida. Tsutomu Seki fedezte fel 1990. november 15-én.